# Plazmopoeza
Plazmopoeza – proces powstawania osocza krwi zachodzący w naczyniach włosowatych, przestworach międzykomórkowych, wątrobie (produkcje 85% białek osocza), przewodzie pokarmowym i nerkach. Zawsze jest związana z hemopoezą, wymianą i wytwarzaniem płynu tkankowego, chłonki, płynu mózgowego i angiogenezą.